# Pedro de Madariaga

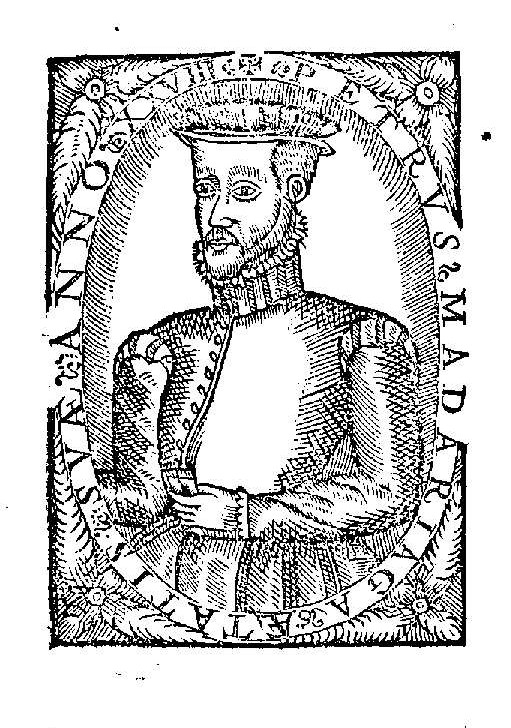
Grabado xilográfico con el retrato del autor tras la portada del Libro subtilissimo intitulado Honra de Escrivanos, impreso en Valencia por Juan Mey, 1565. En la orla: petrvs madariaga aetatis svae anno xxviii

Pedro de Madariaga, nacido en Dima, Vizcaya, hacia 1537, fue un calígrafo y profesor español, fallecido posiblemente a finales del siglo XVI y en Valencia, donde se estableció no más tarde de 1562.
De su biografía se conoce lo que él mismo informa en sus obras. Al final del Libro subtilissimo intitulado Honra de Escriuanos (Valencia, 1565) presume del antiguo y noble linaje de su apellido:

OA assí juntas significan un principalíssimo pueblo de Vizcaya al pie de Axmutil donde está situado aquel antiquísimo solar tan conocido de Madariaga, en cuyas Almenas tocan los primeros rayos del Sol de toda aquella Provincia cada mañana; y a quien mira toda Arratia, y Vizcaya hasta la raya de Portogalete. Fin.

En el prólogo de la obra decía haber gastado algunos años de su niñez en «estudios de letras humanas» y se declaraba discípulo de Juan de Icíar, otro calígrafo vizcaíno, como recordaba también Melchor Pradas en un soneto laudatorio al autor, incluido al fin del volumen: 

Vizcaya d'Escrivanos triumpho haga
Pues tiene estos Varones por memoria
A Yciar, y al autor Madariaga.

Añade que deseando dominar el arte de escribir y creyendo encontrar en ello materia con la que ayudar a los buenos ingenios, dedicó a su estudio los más tiernos años de su juventud y rodeó toda Italia y España. Cotarelo y Mori supone que podría haberlo hecho como soldado, aunque Madariaga no diga tal cosa. De sus afirmaciones en los diálogos IV y VI consta que en 1559 estuvo en Milán y ese mismo año o el siguiente en Génova. También visitó Roma.
De vuelta en España, en 1562 los «señores jurados y sapientísimo senado Valenciano» le dieron aula pública en su insigne universidad para que enseñase el nuevo arte. Con manifiesto orgullo declaraba que en tan corto tiempo por su aula habían pasado ya más de quinientos alumnos, «no sin grandíssimo combate de los enemigos del provecho común: porque veyan claramente que esta arte tan breve les deshazía sus machinas y sofisterías tan rancias, y les abreviaba sus materias». Ese arte nuevo e ingenioso, convencido de haber hallado el principio que debe regir la formación de las letras, según lo explica Cotarelo, consistía en reducir cada letra a un triángulo escaleno, formando cada lado por un trazo distinto de la pluma. El problema es que, para acomodar a esta figura todas las clases de letras se veía obligad a deformarlas, por lo que han sido muchos los que luego le han tenido por un mal calígrafo.

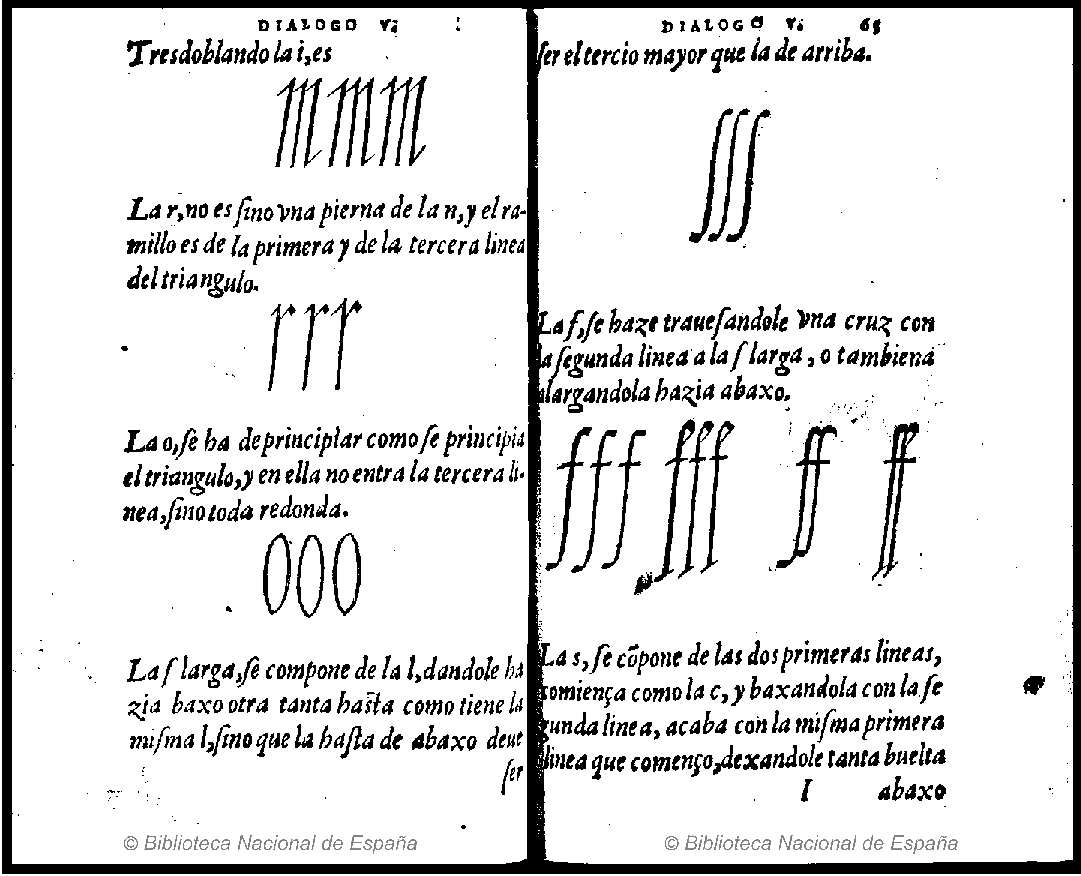
Libro subtilissimo intitulado Honra de Escriuanos, pp. 64v-65r. Modelos de escritura de las letras m, r, o, s larga y f.

En aras de la rapidez en el aprendizaje, repudiaba todo adorno y defendía la libertad en la escritura siempre que se derivase de los principios establecidos. Aunque su método no parece haber hallado seguidores, el 1777 su libro fue reimpreso por Palomares considerando que sus principios podían ser adaptados a la enseñanza moderna pues «contienen lo más substancial y escogido de la Gramática o arte de trazar letras con método y expedición y cualquiera que deseare aprender el manejo universal de la pluma ha de adoptar precisamente esta doctrina magistral».
Madariaga dedicó el último capítulo de la parte tercera, Arte de Orthographia, a «los inventores de las letras, y Orthographia en lengua Vizcayna, y quan elegante y antiguo es este lenguaje», el que dice que es «mi natural lenguaje». A juicio de todos los historiadores, dice, ninguna lengua se conserva más pura y cercana a la primera y más elegante que fue la inventada por Adán que las lenguas vizcaína, caldea y hebrea, con las que tiene muchas semejanzas y, en fin, lamentaba, «Yo no puedo dexar de tomar un poco de colera con mis Vizcaynos porque no se sirven della en cartas y negocios; y dan ocasión a muchos de pensar que no se puede escreuir hauiendo libros impressos en esta lengua».
Escribió también una gramática latina, Modi loquendi Latino & Hispano sermone, publicada por la viuda de Juan Huete en Valencia, 1581, con la aprobación del rector de su Universidad, Joan Joaquim Mijavila, y del doctor Pedro Juan Núñez, catedrático de Griego y de Retórica. Consta, así por lo que dice en portada —«Pedro Madariaga Cantabro, in Academia Valentina publico proffesore»— como por la aprobación del rector que en aquella fecha era profesor de lenguas clásicas en la universidad valenciana.